# Suiza en los Juegos Olímpicos de Pekín 2008
Suiza estuvo representada en los Juegos Olímpicos de Pekín 2008 por un total de 83 deportistas que compitieron en 20 deportes.  
El portador de la bandera en la ceremonia de apertura fue el tenista Roger Federer.

## Medallistas
El equipo olímpico suizo obtuvo las siguientes medallas:
| Nombre | Deporte             | Competición      |
| --- | ------------------- | ---------------- |
| Oro |                     |                  |
| Fabian Cancellara | Ciclismo en ruta    | Contrarreloj M   |
| Roger Federer Stanislas Wawrinka                                                                                       | Tenis               | Dobles M         |
| Plata |                     |                  |
| — |                     |                  |
| Bronce |                     |                  |
| Fabian Cancellara | Ciclismo en ruta    | Ruta M           |
| Karin Thürig | Ciclismo en ruta    | Contrarreloj F   |
| Nino Schurter | Ciclismo de montaña | Campo a través M |
| Christina Liebherr (No Mercy) Pius Schwizer (Nobless M) Niklaus Schurtenberger (Cantus) Steve Guerdat (Jalisca Solier) | Hípica              | Saltos por eqs.  |
| Sergei Aschwanden | Judo                | –90 kg M         |